# Olaf el Blanco
Ólafur Ingjaldarson, más conocido por su apodo Olaf el Blanco (806 - 871), fue un caudillo hiberno-nórdico que vivió durante la segunda mitad del siglo IX. Olaf nació hacia 806, posiblemente en Irlanda. Su padre era el señor de la guerra Ingjald Helgasson. Se ha descrito a Olaf en algunas fuentes como descendiente de Ragnar Lodbrok (según la saga Eyrbyggja, su abuela paterna era hija de Sigurd Serpiente en el Ojo, uno de los hijos de Ragnar). Pero no es una información creíble, a la vista que Ragnar vivió hasta la década de 860. La información que se dispone de Olaf es muy confusa, ya que las fuentes islandesas, escocesas e irlandesas difieren entre ellas. 
Lo más probable es que fuese un rey del mar, instaurase el reino de Dublín y gobernase en diarquía con Ivar Ragnarsson (según fuentes irlandesas) hacia 853. Olaf casó con Auðr djúpúðga Ketilsdóttir (Auðr), hija de Ketil Nariz Chata, señor de las Hébridas, según fuentes islandesas como Landnámabók, y saga Laxdæla. Algunos fragmentos irlandeses le asignan una genealogía con otra esposa, hija del rey Aedh.
Auðr y Olaf tuvieron un hijo, Thorstein el Rojo (Þorsteinn rauðr), quien intentó conquistar Escocia en la década de 870. En algún momento Olaf rompió su compromiso con Auður y el clan de Ketil enviando a su esposa y a su hijo con su suegro. Según Landnámabók, Olaf y Thorstein murieron en las islas británicas.
Thorstein el Rojo casó con Þuriðr Eyvindardóttir, una hija de Eyvind del Este, y tuvieron juntos bastante descendencia. La familia está relacionada con los exploradores de Vinland y el clan familiar Sturlungar.
Olaf puede ser el mismo señor de la guerra Amlaíb Conung, quien según fuentes irlandesas fue muerto en 866 por Causantín mac Cináeda, rey de Alba. No obstante los investigadores Gwyn Jones y Peter Hunter Blair disputan el argumento y la identificación.